# Língua sio
 Sio  (também escrita) é uma língua Austronésia falada por cerca de 3.500 pessoas no litoral norte de Penon, Huon, província Morobe, Papua Nova Guiné. Conforme Harding e Clark (1994), os falantes de Sio viviam numa única aldeia de uma pequena ilha ao longo do litoral até a Guerra do Pacífico, após o que estabeleceram quatro aldeias na costa próxima: Lambutina, Basakalo, Laelo e Balambu. Nambariwa,. Outra vila costeira poucos quilômetros a leste também tem falantes de Sio.

## Escrita
A língua Sio usa o alfabeto latino sem as letras C, F, H, J, Q, X, Y. Usam-se as formas I/Y, Mb, Mbw, Mw, Nd, Nz, Pw, U/W e ainda ɲ e ɲg

## História
Michael Stolz da Missão Luterana Alemã (Neuendettelsauer Mission) chegou em 1910, e os moradores de Sio converteram-se em massa em 1919. Desde então, o Sio produziu muitos evangelizadores e clérigos luteranos (Harding e Clark 1994: 31). No entanto, as aldeias de Sio foram inseridas ao circuito da maioria dos falantes da língua Kâte, um pouco mais que o circuito da língua de Yabem (Austronésia). A primeira ortografia Sio foi baseada na de Kâte e foi usada na publicação em 1953 de Miti Kanaŋo, um livro contendo histórias da Bíblia, no Pequeno Catecismo de Lutero e em 160 hinos, todos na língua Sio. Stolz foi o principal tradutor, embora muitos dos hinos fossem compostos por falantes nativos de Sio, e todo o volume foi editado por L. Wagner, sucessor de Stolz.

## Fonologia

### Vogais
A vogal baixa posterior é pronunciada [ɔ]. Todas as vogais variam em comprimento, mas o comprimento é raramente contrastivo. Os substantivos e adjetivos monossilábicos tendem a ser alongados mais do que os verbos monossilábicos, advérbios ou preposições. O stress da palavra geralmente cai na penúltima sílaba.
|         | Anterior | Posterior |
| ------- | -------- | --------- |
| Fechada | i        | u         |
| Média]] | e        | o         |
| Aberta  | a        | â         |

### Consoantes (ortografia atual)
Quando Stephen e Dawn Clark de SIL] começaram a trabalhar com falantes Sio em 1985, esses últimos expressaram o desejo de rever sua ortografia para torná-lo mais semelhante ao das pessoas que tinham se familiarizado em Tok Pisin e  Inglês. Os resultados finais são tabulados conforme segue. Inicialmente, a comunidade resistiu a escrever as consoantes labializadas como dígrafos, uma vez que os consideravam claramente como fonemas unitários. Insistiram em escrever a labialização com sobrescritos e não como segmentos separados. No entanto, em 1992, depois que muitos materiais foram produzidos na nova ortografia, os professores de Sio e os oficiais de circuito da igreja aprovaram a escrita do indicador de labialização na mesma linha, aceitando assim ‘’mw’’ em vez de ‘’m’’ (Clark 1993) .
|                | Bilabial | Dental | Alveolopalatal | Velar |
| -------------- | -------- | ------ | -------------- | ----- |
| Tênue          | p / pw   | t      |                | k     |
| Forte          | b / bw   | d      | z              | g     |
| Prenasalizada  | mb / mbw | nd     | nz             | ŋg    |
| Nasal oclusiva | m / mw   | n      |                | ŋ     |
| Fricativa      | v        |        | s              |       |
| Líquida        |          | l / r  |                |       |
| Aproximante    | w        |        | y              |       |

### Consoantes (ortografia original)
A primeira ortografia de Sio foi elaborada pelo missionário Michael Stolz e baseada na língua Kâte, que a missão luterana alemã usou na igreja ecomo  lingua franca entre falantes de línguas papuas. O Sio parece ter sido atribuído ao circuito de linguagem errada. O lingüista Otto Dempwolff serviu como mentor e conselheiro de todos os missionários alemães na Nova Guiné em questões de linguagem. Depois que Stolz morreu, Dempwolff analisou seus materiais de língua e compilou um esboço curto (1936). Sua análise difere em vários aspectos principais da de Clark (1993), que teve experiência de primeira mão com a linguagem. A diferença mais notável pertence à consoante lábio-velar, que Dempwolff analisou como coarticulada {[IPA | [k͡p]}, {{IPA | [ɡ͡b]},  [mɡ͡b] , a qual, porém, Clark considerou como labializada velar e arredondada na liberação),  [pʷ],  [ŋ͡m] } (O  'q'  'na tabela abaixo representa um ' 'q' 'integrado com um um ' 'q'   . Mas Clark também descobriu que as variantes de posicionamento de  g-   [ɡ] e  -c-  num mesmo fonema; Também detectou que a vibrante {{IPA | [r]} é apenas uma variante condicionada de  [ɾ]; e que as aproximantes são variantes condicionadas de suas vogais correspondentes.
|                | Bilabial | Labiovelar | Dental | Alveopalatal | Velar |
| -------------- | -------- | ---------- | ------ | ------------ | ----- |
| Tênue          | p        | q          | t      |              | k     |
| Forte          | b        | q          | d      | z            | g-    |
| Prenasalizada  | mb       | mq         | nd     | ʒ- / -nz-    | ŋg    |
| Nasal oclusiva | m        | ɱ          | n      |              | ŋ     |
| Fricativa      | v        |            |        | s            | -c-   |
| Líquida        |          |            | l / r  |              |       |
| Aproximante    | w        |            |        | j            |       |

## Morfologia

### Pronomes
| Pessoa              | Singular | Plural |
| ------------------- | -------- | ------ |
| 1ª pessoa inclusiva |          | kinda  |
| 1ª pessoa inclusiva | naŋa     | maka   |
| 2ª pessoa           | noko     | miki   |
| 3ª pessoa           | i        | kinzi  |

## Amostra de texto
Usi tamâta toŋge ŋa mine Kui isape ne wâŋga imo sâwa ŋgaŋe. Aku isape ne wâŋga imo imo le ku ponu iloŋo wâŋga nduneŋa. Aku ponu imâ kulu kâki ku mata imora ku isarâwa mine papa, "Kui, Kui, Kui, kusape wâŋga le, kuka take!" Aku Kui mata ilâ ku imora andetia ponu kulu putuku ndue aku ilâ. Imo le zo toŋge Kui ilâ isape ne wâŋga kilo. Isape ande ponu iloŋo wâŋga nduŋeŋa. Aku itoa imâ kilo ku mata kâki imora Kui ku isarâwa papa kilo, "Kui, Kui, Kui, kusape wâŋga le kuka take." Kui mata ilâ imora andetia ponu kulu putuku ndue ku ikâwa ilâ. Iveta mine zo pinde papa. Aku Kui iporo panzi ni nambwe kinzi mine tu, "Ma zo toŋge kakai vioŋa kamâ ku kamora ponu ma nasape wâŋga ku ma ikâki iporo pana kilo. Ande miki kakai vioŋa kalâ pa muli kasia vioŋa ku kaŋara ku indue ku takale ponu ŋine kaika.
Português
Um homem de conto de fadas chamado Kui estava na beira da praia construindo sua canoa. E ele estava construindo sua canoa, e uma tartaruga ouviu o ruído da construção de canoa. E a tartaruga veio, ergueu a cabeça, e olhou, e ela gritou, "Kui, Kui, Kui, você que continua a construir a canoa, vá comer estrume!" E Kui olhou para cima, mas a tartaruga baixou a cabeça de volta e saiu. Um pouco mais tarde, Kui estava construindo sua canoa novamente. Ele estava construindo, e a tartaruga ouviu o ruído da construção de canoa. Voltou para a praia, olhou para cima e viu Kui, e gritou de novo: "Kui, Kui, Kui, você que continua construindo a canoa, vá comer estrume!" Kui olhou para cima, mas a tartaruga se abaixou e fugiu. Ele fez isso várias vezes. E Kui disse a seus amigos: "Um dia desses, vá trazer uma rede de peixe e vigiar a tartaruga, eu vou construir a canoa, e ela vai subir e falar comigo novamente. Então você pega a rede por trás dela dele, joga em cima dela e quando ela estiver de baixo, vamos pegar essa tartaruga firmemente 